# Adoración de los pastores (El Greco, Madrid)
Adoración de los pastores es un lienzo de Doménikos Theotocópuli —el Greco— realizado hacia 1612-1614, y destinado para el panteón familiar del artista.

## Introducción
El Greco retomó el tema de La Adoración de los pastores en varias ocasiones, lo que refleja no sólo el gusto español y la doctrina de la Iglesia, sino también su fe personal. En este sentido, Luis Tristán —ayudante del Greco— comentó que su maestro estuvo trabajando en este lienzo hasta su muerte —en 1614— para que figurara en el Retablo del panteón familiar del Greco en el Monasterio de Santo Domingo el Antiguo.

## Análisis de la obra

### Datos técnicos y
- Localización: Madrid, Museo del Prado, número de catálogo: P002988;[5]
- Pintura al óleo sobre lienzo;
- Dimensiones: 319 x 180 cm;
- Datación: 1612-1614;
- Consta con el n º. 28 en el catálogo razonado de Harold Wethey, y en el de Tiziana Frati con la referencia 171-a.[6]

### Descripción de la obra
Tanto la composición como algunos de sus elementos remiten a obras anteriores. Así, las figuras tienen una forma serpentinata —que les da un aspecto ascendente— y el  Niño Jesús aparece envuelto en brillantez y blancura —un recurso tomado de los iconos— emitiendo una luz que juega en los rostros de los personajes. En la parte superior, el grupo angélico es similar al de la Adoración de los pastores (Retablo de María de Aragón), salvo el ángel de la derecha, que es parecido al del Bautismo de Cristo (Retablo de María de Aragón). San José es idéntico —aunque en posición invertida— al de La Natividad (El Greco, Illescas) y la posición del pastor en primer plano recuerda a la de las otras Adoraciones. El grupo de ángeles que sobrevuelan la escena puede que se parezca a la parte que falta de la Visión del Apocalipsis.
Pero lo más notable de este lienzo —y de toda la producción tardía del Greco— es la exacerbación de varias características implícitas en las etapas anteriores. En este sentido, cabe señalar: la fusión de la esfera celestial con la terrenal. el aislamiento espiritual de los personajes —que casi parecen flotar sobre las rocas— el gigantismo de las figuras del primer término, los grandes saltos de escala y el choque de las masas de color. Los colores brillantes, disonantes, y las formas y poses inusuales crean una sensación de maravilla y éxtasis. Se podría decir que la pintura es animada por una energía rítmica, expresada en las posturas y gestos de las figuras, y por los fuertes contrastes entre la luz y las zonas oscuras, que realzan el sentido místico del episodio evangélico.

## Procedencia
- La pintura fue transferida del panteón familiar del Greco al altar mayor del monasterio.
- En 1954 fue adquirida por el Estado para el Museo del Prado.[14]